# Peck (Michigan)
Peck é uma vila localizada no estado americano de Michigan, no Condado de Sanilac.

## Demografia
Segundo o censo americano de 2000, a sua população era de 599 habitantes.
Em 2006, foi estimada uma população de 582, um decréscimo de 17 (-2.8%).

## Geografia
De acordo com o United States Census Bureau tem uma área de
2,6 km², dos quais 2,6 km² cobertos por terra e 0,0 km² cobertos por água. Peck localiza-se a aproximadamente 233 m acima do nível do mar.

## Localidades na vizinhança
O diagrama seguinte representa as localidades num raio de 20 km ao redor de Peck.